# (117093) Umbria
(117093) Umbria ist ein Asteroid des mittleren Hauptgürtels, der von dem italienischen Amateurastronomen Vincenzo Silvano Casulli am 12. Juli 2004 am Observatorium im Ortsteil Vallemare (IAU-Code A55) der Gemeinde Borbona in der Provinz Rieti entdeckt wurde.
Der Asteroid befindet sich in einer 7-3-2-Bahnresonanz mit Saturn und Jupiter, das heißt, bei sieben Umkreisungen von (117093) Umbria um die Sonne hat Jupiter drei Umläufe und Saturn zwei.
(117093) Umbria wurde am 22. April 2016 nach der italienischen Region Umbrien benannt.